# Eat Your Salad
Eat Your Salad – singel łotewskiego zespołu Citi Zēni wydany 13 stycznia 2022. Piosenkę skomponowali Roberts Memmēns, Jānis Pētersons, Dagnis Roziņš i Jānis Jačmenkins. Utwór reprezentował Łotwę w 66. Konkursie Piosenki Eurowizji w Turynie (2022).

## Lista utworów
- Digital download[2]

1. „Eat Your Salad” – 3:01

## Notowania
| Kraj  | Notowanie (2022) | Najwyższa pozycja |
| ----- | ---------------- | ----------------- |
| Litwa | Singlų Top 100   | 55                |